# La Chaussée-sur-Marne
La Chaussée-sur-Marne è un comune francese di 697 abitanti situato nel dipartimento della Marna nella regione del Grand Est.

## Società

### Evoluzione demografica
Abitanti censiti